# 拉丁美洲之翼航空
拉丁美洲之翼航空（英語：Latin American Wings，简称为LAW），是一家总部位于智利首都圣地亚哥的航空公司。

## 历史
成立于2016年，于同年1月开始正式运营。其第一个国际航班的目的地是多米尼加共和国蓬塔卡纳。